# Theo Löbsack
Theodor Georg „Theo“ Löbsack (* 19. Oktober 1923 in Thale; † 6. September 2001 in Überlingen) war ein deutscher Schriftsteller, Publizist und Journalist. Seine populärwissenschaftlichen Sachbücher wurden in zahlreiche Sprachen übersetzt.

## Leben
Löbsack wuchs als ältester Sohn eines Hotelbesitzers in Thale im Harz auf. Nach dem Besuch der Oberrealschule in Quedlinburg studierte er Naturwissenschaften an der Martin-Luther-Universität in Halle (Saale) und der Friedrich-Schiller-Universität in Jena. 1948 promovierte er in Halle mit einer Arbeit zur Hormonphysiologie zum Dr. rer. nat. Zu dieser Zeit war Löbsack auch als Leichtathlet für den Hamburger SV aktiv.
Im Jahr 1958 beendete er eine Tätigkeit als Redakteur der populärwissenschaftlichen Zeitschrift Kristall und zog an den Bodensee. Von da an arbeitete er nur noch als freiberuflicher Schriftsteller und Publizist. Dabei konzentrierten sich seine Veröffentlichungen vor allem auf populärwissenschaftliche Bücher, Erzählungen, Zeitungsartikel, Radioreportagen und Hörspiele zu medizinischen und biologischen Themen, insbesondere zu Umweltproblemen. Im Jahr 1987 zog Löbsack nach Bad Kreuznach, kehrte jedoch 1994 wieder an den Bodensee zurück, wo er bis zu seinem Tod 2001 lebte.
Löbsack wurde für seine Fähigkeit, komplizierte naturwissenschaftliche Zusammenhänge in einer für Laien verständlichen Form darzustellen, mehrfach geehrt. Gelegentlich heftig kritisiert wurde sein Pessimismus bezüglich des „Gehirnwesens Mensch“, dem er ein Aussterben innerhalb von acht bis zwölf Generationen prophezeite.
Er war 1965 Gründungsmitglied des Kollegiums der Medizinjournalisten. Außerdem war er Mitglied im Verband deutscher Schriftsteller, trat jedoch 1973 aus Protest gegen dessen Anschluss an die IG Druck und Papier aus.
Löbsack war ab 1952 verheiratet. Das Paar hatte eine 1957 geborene Tochter. Löbsack wohnte lange Jahre in Seefelden. Er war als Sporttaucher und Segler aktiv und zählte zu den Gründungsmitgliedern des Deutschen Unterwasser-Clubs.

## Preise und Auszeichnungen
- Theodor-Wolff-Preis 1968
- Silberne Wilhelm-Bölsche-Medaille (Kosmos-Preis) 1969 für Verdienste um die Verbreitung naturwissenschaftlicher Erkenntnisse
- Glaxo-Preis für Europäische Wissenschaftspublizisten 1971[5]
- Zweiter Preis beim Wächterpreis der deutschen Tagespresse 1976
- Umschau-Preis 1979[6]
- Journalistenpreis des Bundesministers für Ernährung, Landwirtschaft und Forsten 1980[6]
- Publizistikpreis der deutschen Uhrenindustrie 1979[6]
- Europäischer Umweltpreis 1989[6]

## Schriften (Auswahl)
Bücher
- Zwei auf Unterwasserjagd. Zwischen Tangwäldern und Muschelbänken. Jugendbuch. Ensslin & Laiblin, Reutlingen 1953, DNB 453154352
- Der Atem der Erde. Wunder und Rätsel der Luft. Biederstein, München 1957, DNB 453154271.
- Denn sie wissen nicht, was sie tun. Der Griff nach dem Atomzeitalter. Beck, München 1959, DNB 453154301.
- Vorwort. In: Rachel Carson: Der stumme Frühling. Biederstein, München 1962, DNB 450749207.
- Der Weltraum ruft. List, München 1962, DNB 453154344
- Nur noch Wunschkinder? Geburtenkontrolle: Gebot der Vernunft. Econ-Verlag, 1963, DNB 453154328.[7]
- Die unheimlichen Möglichkeiten oder Die manipulierte Seele. Econ-Verlag, Düsseldorf 1967, DNB 457447788.
- Die Biologie und der liebe Gott. Aspekte einer zukunftsreichen Wissenschaft. DTV, 1968, DNB 457447729.
- Medizin als Gefahr. Acht Themen zum Risiko des Fortschritts. dtv, 1970, ISBN 3-423-00693-5.
- als Hrsg.: Zu dumm für die Zukunft? Menschen von gestern in der Welt von morgen. Schwann-Verlag, Düsseldorf 1971, DNB 458738077.
- Versuch und Irrtum. Der Mensch: Fehlschlag der Natur. Bertelsmann-Verlag, 1974, ISBN 3-570-02260-9.
- Wunder, Wahn und Wirklichkeit. Naturwissenschaft und Glaube. Bertelsmann, 1976. TB: Goldmann, 1977, ISBN 3-442-11164-1.
- Maß aller Dinge? Was die Wissenschaft vom Menschen weiß. Bertelsmann, 1977. Goldmann-TB, 1978, ISBN 3-442-11213-3.
- Die manipulierte Seele. Von der Gehirnwäsche zum gesteuerten Gefühl. Rev. Neuausgabe von 1967, Econ, 1979. dtv-Sachbuch, 1981, ISBN 3-423-01712-0.
- Die letzten Jahre der Menschheit. Vom Anfang und Ende des Homo sapiens. Bertelsmann, 1983. Ullstein-Sachbuch 1986 (bis 1995), ISBN 3-548-34312-0.
- Das manipulierte Leben. Gen-Technologie zwischen Fortschritt und Frevel. dtv, 1985, ISBN 3-423-10484-8.
- Diese Handvoll Erde. Entstehung, Funktion und Zerstörung des Bodens. dtv, 1986, ISBN 3-423-10620-4.
- Das unheimliche Heer. Insekten erobern die Erde. Umschau-Verlag, Frankfurt am Main. 1989. dtv-Sachbuch, 1991, ISBN 3-423-11389-8.[8]
- Unterm Smoking das Bärenfell. Was aus der Urzeit noch in uns steckt. Umschau-Verlag, Frankfurt am Main. 1990. dtv-Sachbuch, 1992, ISBN 3-524-69089-0.
- Der Unfall. Roman. Umschau-Verlag, Frankfurt am Main 1992, ISBN 3-524-69095-5.
- Das Gesicht. Novelle. G. Meyer’s Taschenbuchverlag, Hanau 1999, ISBN 3-934193-16-1.[9]

Artikel
- Die Psyche – was ist das schon?. In: Die Zeit. 8. Dezember 1961.

## Nachweise
1. ↑  Klaus Amrhein u. a.: Biographisch-Genealogisches Handbuch zur Geschichte der deutschen Leichtathletik 1891–1944. Groß-Zimmern 2025 publiziert über die Deutsche Gesellschaft für Leichtathletik-Dokumentation als Bulletin Nr. 100, Seite 238f
2. ↑  Im Vorwort von Die letzten Jahre der Menschheit (1983) gibt Löbsack einen humorigen Abriss über die "heftige Kritik und üble Autorenschelte" nach seinem Buch von 1974.
3. ↑  Gründungsmitglieder des Kollegiums der Medizinjournalisten (Memento vom 26. März 2012 im Internet Archive)
4. ↑  Fundmagazin des Pfahlbaumuseums Unteruhldingen (Memento vom 3. September 2014 im Internet Archive)
5. ↑  Physikalische Medizin und Rehabilitation. Heft 3, März 1978, S. 99.
6. 1 2 3 4  Theo Löbsack im Munzinger-Archiv (Artikelanfang frei abrufbar)
7. ↑  Löbsack 1963 (Wunschkinder) – Geleitwort von Prof. Heinz Kirchhoff. Mit 13 graph. Darst. und Tabellen, 189 Seiten.
8. ↑  Löbsack 1989 (Insekten) – mit 17 Zeichnungen von Reinhild Hofmann.
9. ↑  Löbsack 1999 (Gesicht) – ISBN steht so im Buch, aber in der DNB nicht vorhanden.

| Personendaten    | Personendaten                                   |
| ---------------- | ----------------------------------------------- |
| NAME             | Löbsack, Theo                                   |
| ALTERNATIVNAMEN  | Löbsack, Theodor Georg (vollständiger Name)     |
| KURZBESCHREIBUNG | deutscher Schriftsteller, Publizist, Journalist |
| GEBURTSDATUM     | 19. Oktober 1923                                |
| GEBURTSORT       | Thale                                           |
| STERBEDATUM      | 6. September 2001                               |
| STERBEORT        | Überlingen                                      |